# Caccobius gananensis
Caccobius gananensis là một loài bọ cánh cứng trong họ Bọ hung (Scarabaeidae).